# Amstel Curaçao Race 2004
L'Amstel Curaçao Race 2004, terza edizione della corsa, si disputò il 30 ottobre 2004 e venne vinta dallo spagnolo Óscar Freire. Undicesima si classificò Leontien van Moorsel.

## Ordine d'arrivo (Top 10)
| Pos. | Corridore           | Squadra       | Tempo |
| ---- | ------------------- | ------------- | ----- |
| 1    | Óscar Freire        | Rabobank      |       |
| 2    | Max van Heeswijk    | US Postal     |       |
| 3    | Davide Rebellin     | Gerolsteiner  |       |
| 4    | José Iván Gutiérrez | Illes Balears |       |
| 5    | Erik Dekker         | Rabobank      |       |
| 6    | Ron Vroom           |               |       |
| 7    | Thomas Dekker       | Rabobank      |       |
| 8    | Bas Giling          | Rabobank      |       |
| 9    | Bart Brentjens      | T-Mobile      |       |
| 10   | Raffaele Ferrara    | Alessio       |       |